# Příbram
Příbram (Duits: Pibrans) is een Tsjechische stad in de regio Midden-Bohemen, en maakt deel uit van het district Příbram. Het ligt 60 km ten zuidwesten van Praag. Příbram telt 32.743 inwoners (2023).
Het klooster Svatá Hora (Heilige berg) is een bekend bedevaartsoord en ligt even buiten het centrum. De voetbalclub FK Příbram speelt op het stadion Na Litavce in de stad. Příbram is sinds 1992 een zusterstad van de Noord-Hollandse stad Hoorn.

## Geboren
- Miroslav Slepička (1981), voetballer
- František Rajtoral (1986-2017), voetballer
- Jiří Veselý (1993), tennisser
- Václav Černý (1997), voetballer
- Martin Voltr (2001), wielrenner

## Fotogalerij

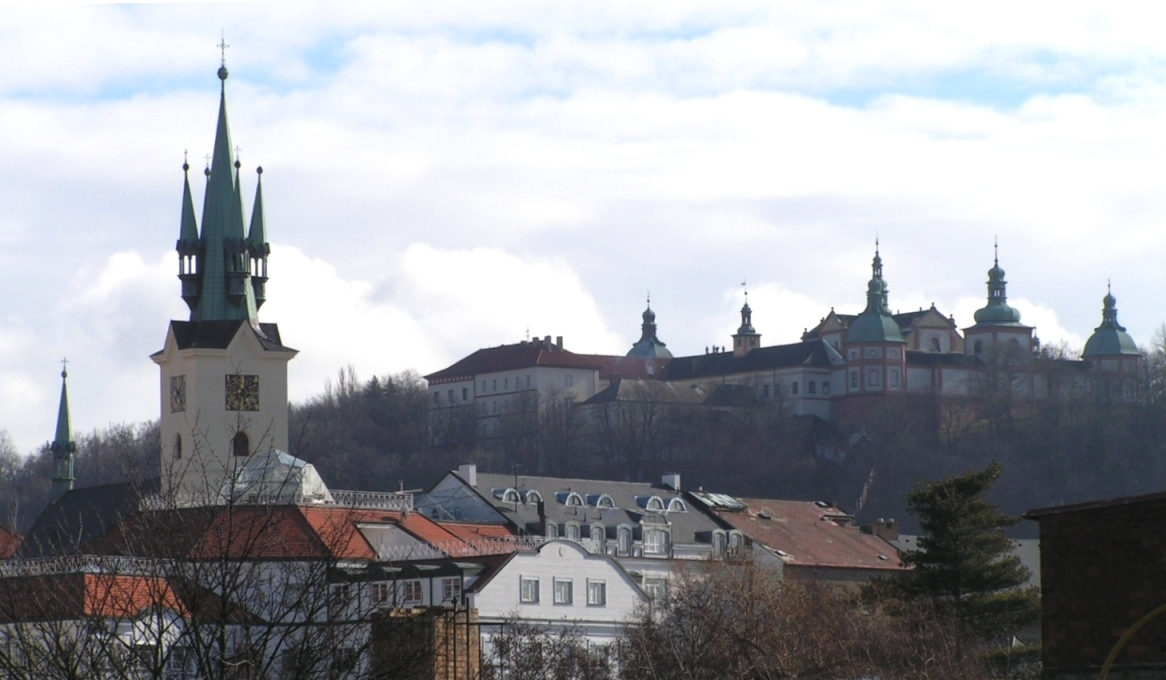
Zicht op de oude stad van Příbram
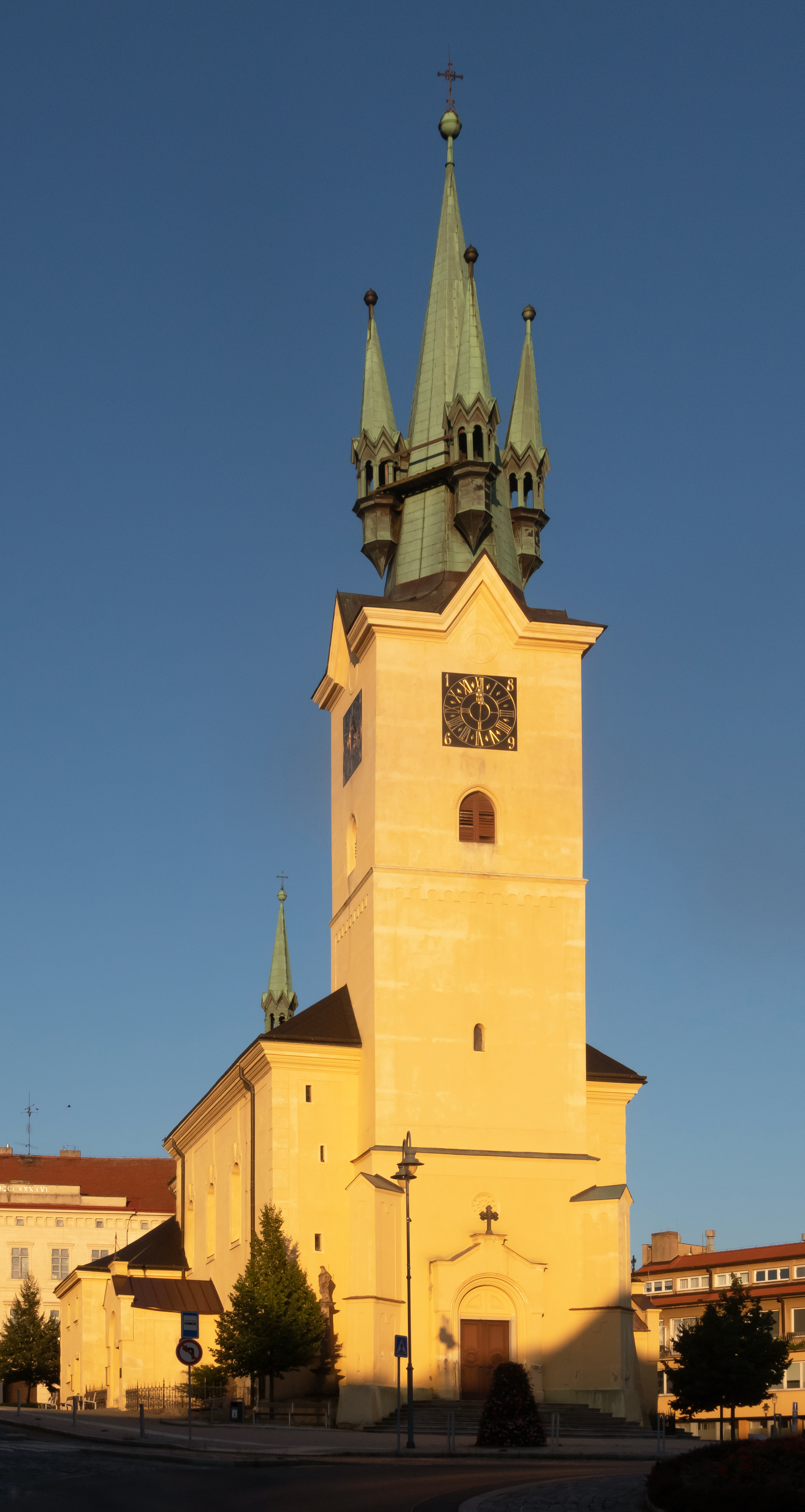
Kerk: kostel svateho Jakuba Většího
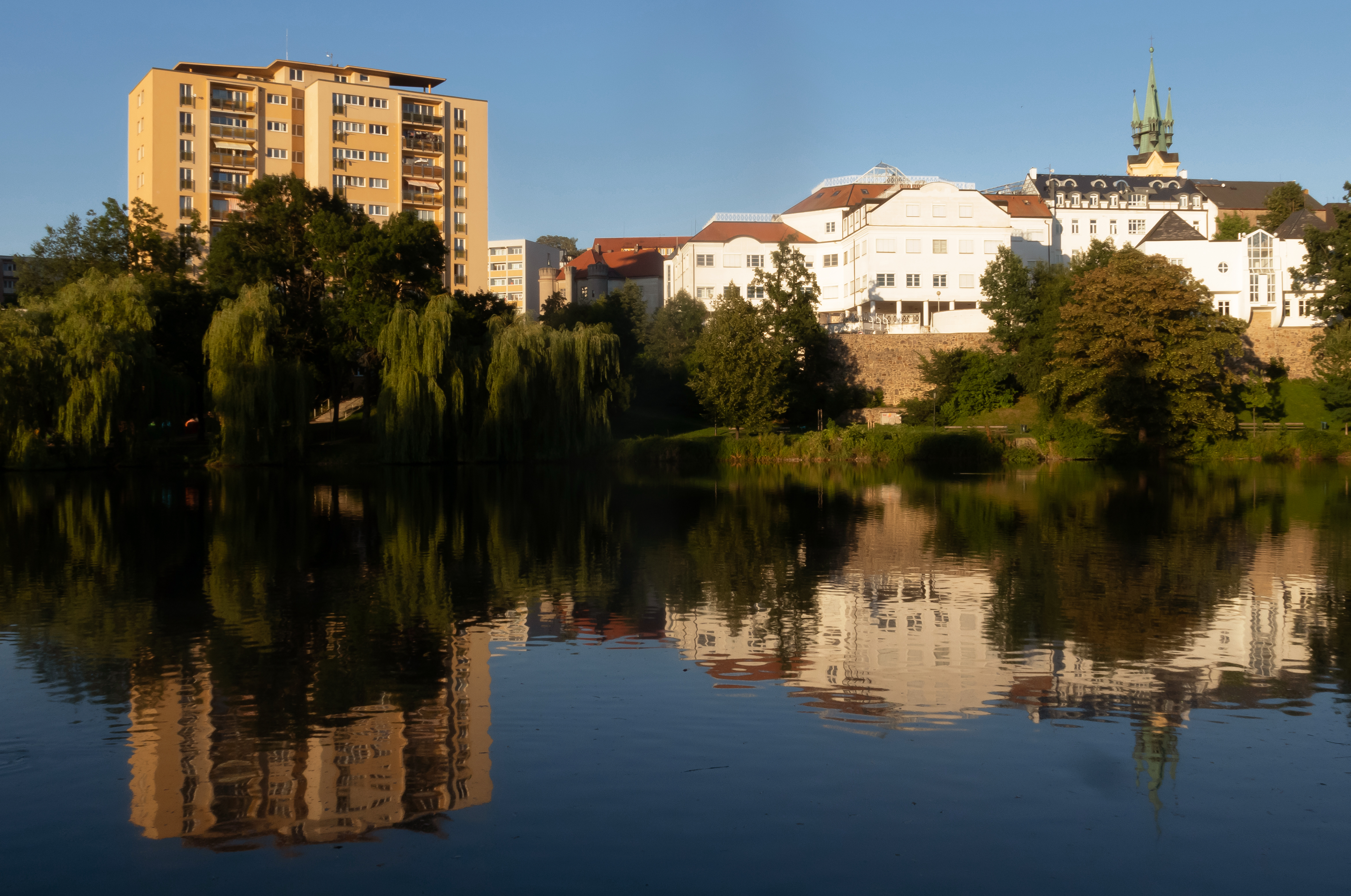
Hořejší Obora (klein meer in de stad)